# Épona (géant de procession)
Pour les articles homonymes, voir Épona (homonymie).
Épona est l'un des géants de processions et de cortèges de Villeneuve-d'Ascq, dans le Nord, en France.

## Histoire

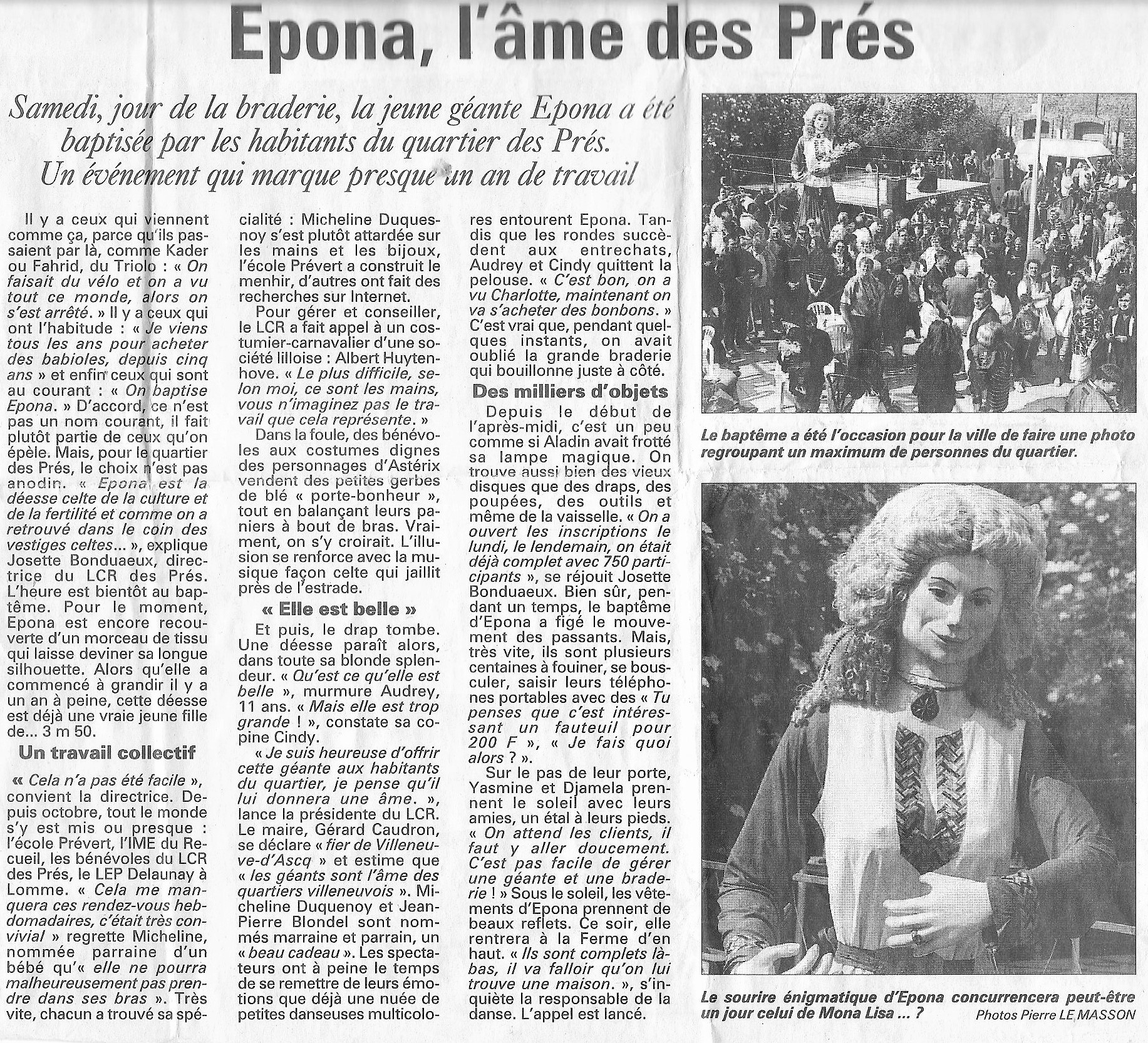
Article Sophie Lefèvre dans "Voix du Nord" du 23 mai 2000

Cette géante de procession tient son nom d'une déesse majeure de la mythologie celto-gauloise: Épona, dont le culte est attesté en Gaule par des sources gallo-romaines. Le plus ancien renseignement sur cette déesse gauloise se trouve chez Juvénal « ...iurat/ solam Eponam et facies olida ad praesepia pictas ». On y fait aussi allusion chez Minucius Félix : « Nisi quod vos et totos asinos in stabulis cum vestra vel Epona consecratis ».
Conçue en 1999, elle fut baptisée le samedi 20 mai 2000. C'est la représentante du quartier de l'ancienne commune de Flers-lez-Lille (actuellement Villeneuve-d'Ascq), les Près 
Épona est mariée le 3 juin 2006 avec Guillem le Contrebandier, le géant de Willems.
En juin 2013, elle se déplace à Tarascon (Bouches-du-Rhône) pour participer aux fêtes de la Tarasque.
En mars 2015, elle se déplace à Tourcoing (Nord) pour participer à la Journée internationale des femmes.
En mars 2016 elle se déplace à Willems pour le Carnaval des géants qui attire près d’un millier de personnes.
En 2020, Epona est récupérée par l’association Phalempin C géant. 
Elle est désormais gérée par cette même association ce qui lui permet de sortir encore de nos jours .

## Description

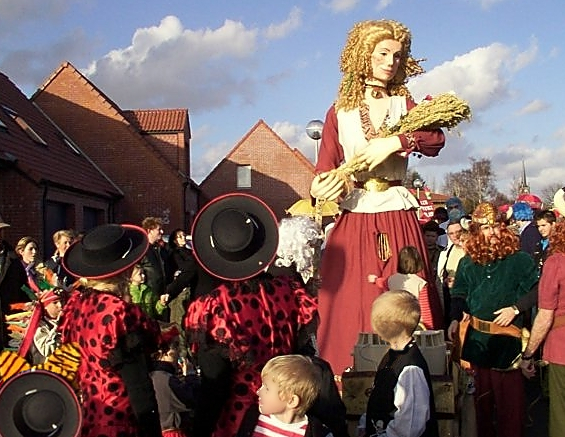
Épona lors de la célébration de son mariage civil et républicain avec Guillem le Contrebandier (Willems).

D'une hauteur de presque 4 m et pesant, environ, 75 kg, elle ne nécessite qu'un seul porteur ; elle est facilement identifiable par sa longe robe rouge, ornée de passementerie et d'un pourpoint blanc, avec des bijoux celtes, elle porte, sur son bras gauche, une gerbe de blé.
Elle est reconnue dans le monde des géants pour être fortement compliquée à manipuler. 